# Desmos grandifolius
Desmos grandifolius är en kirimojaväxtart som först beskrevs av Achille Eugène Finet och François Gagnepain, och fick sitt nu gällande namn av Cheng Yih Wu och Ping Tao Li. Desmos grandifolius ingår i släktet Desmos och familjen kirimojaväxter. Inga underarter finns listade i Catalogue of Life.